# Karl X Gustavs mur

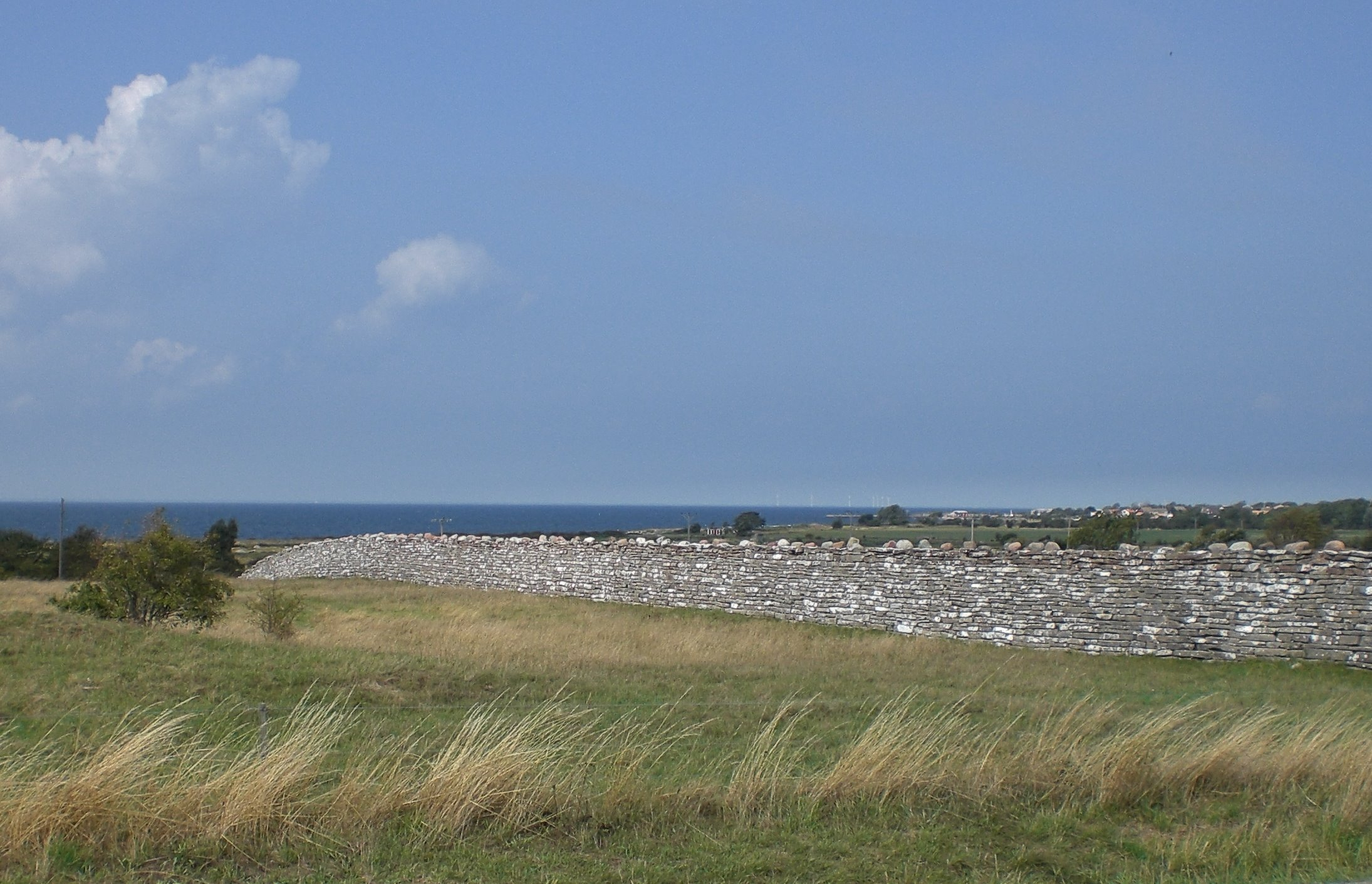
Karl X Gustavs mur med Kalmarsund i bakgrunden

Karl X Gustavs mur, även Stora muren, är belägen i Mörbylånga kommun på södra Öland. Den uppfördes 1653 på uppdrag av Karl X Gustav som vid tidpunkten var tronföljare. Året därpå efterträdde han drottning Kristina på Sveriges tron. Muren ligger norr om Ottenby kungsgård och sträcker sig i öst-västlig riktning tvärs över Öland. Dess syfte var att stänga in de kungliga dovhjortarna och på det viset garantera en tät viltstam vid den kungliga jakten. Den är fem kilometer lång och endast genombruten av de båda landsvägarna.